# 洛根鎮區 (堪薩斯州華盛頓縣)
洛根鎮區（英語：Logan Township）為美國堪薩斯州華盛頓縣轄下的鎮區。2010年美国人口普查中此鎮區人口有104人。

## 地理
洛根鎮區涵蓋總面積為92.2平方（35.59平方英里），其中陸地面積為91.7平方（35.42平方英里），水域面積為0.44平方（0.17平方英里）或0.48%。

## 人口統計
根據2010年美國人口普查，洛根鎮區人口有104人，其中男性有56人，女性有48人，人口密度為每平方公里1.13人，住房計43戶。鎮區內的白人有95人，非裔美國人有3人，美洲原住民有0人，亞裔美國人有0人，太平洋島裔美國人有0人，其他種族有5人，混血種族則有1人。此外鎮區內有5人為西班牙裔或拉丁裔美國人。此鎮區之年齡中位數為46.5歲，而男性年齡中位數為46.0歲，女性年齡中位數為47.0歲。

## 交通

### 主要公路
- 36號美國國道
- 119號堪薩斯州州道